# فينتشنزو دي بالما
فينتشنزو دي بالما (بالإيطالية: Vincenzo di Palma)‏ هو موجه قوارب ‏ إيطالي، ولد في 30 يونيو 1970 في نابولي في إيطاليا.

## وصلات خارجية
- فينتشنزو دي بالما على موقع الاتحاد الدولي للتجديف (الإنجليزية)
- فينتشنزو دي بالما على موقع اللجنة الأولمبية الدولية (الإنجليزية)
- فينتشنزو دي بالما على موقع أوليمبيديا (الإنجليزية)